# Джо Китинджър
Джоузеф Уилям Китинджър (на английски: Joseph William Kittinger), по известен като Джо Китинджър е американски тест пилот и полковник от USAF. Герой от войната във Виетнам. Първият човек в света, осъществил скок с парашут от стратосферата и първият, който прелита с въздушен балон над Атлантическия океан.

## Образование
Джо Китинджър завършва реномираното частно училище The Bolles School в Джаксънвил, Флорида и щатския университет в Гейнсвил, Флорида. През 1954 г. завършва школа за тест пилоти в авиобазата Холоман, Ню Мексико.

## Военна кариера
Китинджър постъпва на служба в USAF през март 1949 г. През март 1950 г. завършва курса на обучение и става пилот. Произведен е в звание лейтенант и разпределен в 86-о авиокрило базирано в Рамщайн, Германия. Лети на реактивен самолет F-86 Сейбър. Участва за кратко в Корейската война. Получава звание капитан, след което става експериментален тест пилот в авиобазата Холоман, Ню Мексико. Там служи до средата на 60-те години на 20 век и взема участие в различни експериментални мисии на USAF. Става един от най-известните тест пилоти в САЩ. През 1964 г., вече майор, той се включва във Виетнамската война. Първоначално лети на лек изтребител – бомбардировач А-26 Инвейдър, с който е свикнал още от Корея. На този самолет, Китинджър изкарва два бойни цикъла, след което се завръща в САЩ и преминава курс на обучение на новия свръхзвуков изтребител F-4 Фантом. През 1971 г. отново е във Виетнам като командир на 555-а ескадрила на USAF – известната „Трипъл Никел“. Постига въздушна победа срещу северновиетнамски изтребител МиГ-21. През 1972 г. е повишен и става командир на 432-ро разузнавателно авиокрило. На 11 май 1972 г. поредната, 483-ма бойна мисия на подполковник Китинджър, се оказва фатална. Неговият самолет F-4 Фантом, сериен номер USAF Serial No. 66 – 0230 е свален с две ракети „въздух – въздух“ от виетнамски изтребител МиГ-21. Пилота прекарва около година в плен. На 28 март 1973 г. е върнат в САЩ и произведен в звание полковник. Служи като инструктор в USAF до 1978 г., когато излиза в пенсия.

## Експериментални проекти

### Проект Екселсиор
Проекта „Екселсиор“ е серия височинни парашутни скокове от аеростат, извършени от Джо Китинджър в периода 1959 – 1960 г. за изпитания на многостепенна парашутна система. В проекта той постига световни рекорди по височина и продължителност на парашутния скок и най-високата скорост, достигната от човек в свободно падане, при което изпитателя остава жив. На 16 август 1960 г. капитан Китинджър осъществява скок от 31 300 м. За 4 мин. и 36 сек. той достига (по негови думи) свръхзвукова скорост. Това твърдение не се потвърждава от контролната апаратура, която отчита скорост на свободно падане от 988 км/час. Апаратурата е далеч от днешните стандарти и отчита „чистата скорост“, без да взема под внимание температурата на околния въздух, от която се влияе звуковата бариера. Преди скока, на височина 31 300 м, Китинджър отчита температура от -71 °C. При такава температура на околния въздух звуковата бариера ще бъде достигната при скорост под 1000 км/час. Не е ясно, обаче, дали такава е била околната температура няколко хиляди метра по – ниско, когато пилота достига най-високата измерена скорост. Така или иначе USAF нямат претенции, че звуковата бариера е преодоляна (въпреки твърдението на Китинджър), а и не това е целта на мисията. Тези рекорди остават в продължение на цели 52 години. Едва на 14 октомври 2012 г. са подобрени от Феликс Баумгартнер.

### Проект Старгейзър
При проекта „Старгейзър“, Джо Китинджър е пилот на аеростат, който достига височина 25 100 м. На 13 – 14 декември 1960 г. той и астронома Уилям Уайт осъществяват редица наблюдения от тази най-високо разположена обсерватория в този момемент. 18-часовия полет е рекорд за продължителност на полет с балон при такава височина.

## Награди
- Сребърна звезда (2);
- Легион за заслуги (2);
- Летателен кръст за заслуги (6);
- Бронзова звезда (3);
- Пурпурно сърце (2);
- Медал за похвална служба;
- Въздушен медал (24);
- Почетен медал на Президента на САЩ;
- Почетен медал на USAF;
- Медал на окупационните сили;
- Медал за служба в националната отбрана;
- Медал за служба във Виетнам;
- Кръст за храброст;
- Медал за участие във Виетнамската война;
- Медал за попадане в плен.